# Honda Zest
El Honda Zest (ホンダ・ゼスト, Honda Zesuto) fou un model d'automòbil lleuger o kei car produït pel fabricant d'automòbils japonés Honda entre els anys 2006 i 2012. Presentat com una mena de successor del Honda That's, el Zest fou desenvolupat sobre la base del Honda Life de quarta generació. Per disseny, preu i equipament, el Zest es presentava com una versió premium del Life destinada al públic jove i urbà. Desgut a la seua presència i alt rendiment en conducció, el Zest esdevingué un model popular a la seua categoria, arribant a superar per un temps al Life. No obstant això, el sorgiment de monovolums lleugers com el Daihatsu Tanto, enfocats a les famílies, va afectar la popularitat del Zest.

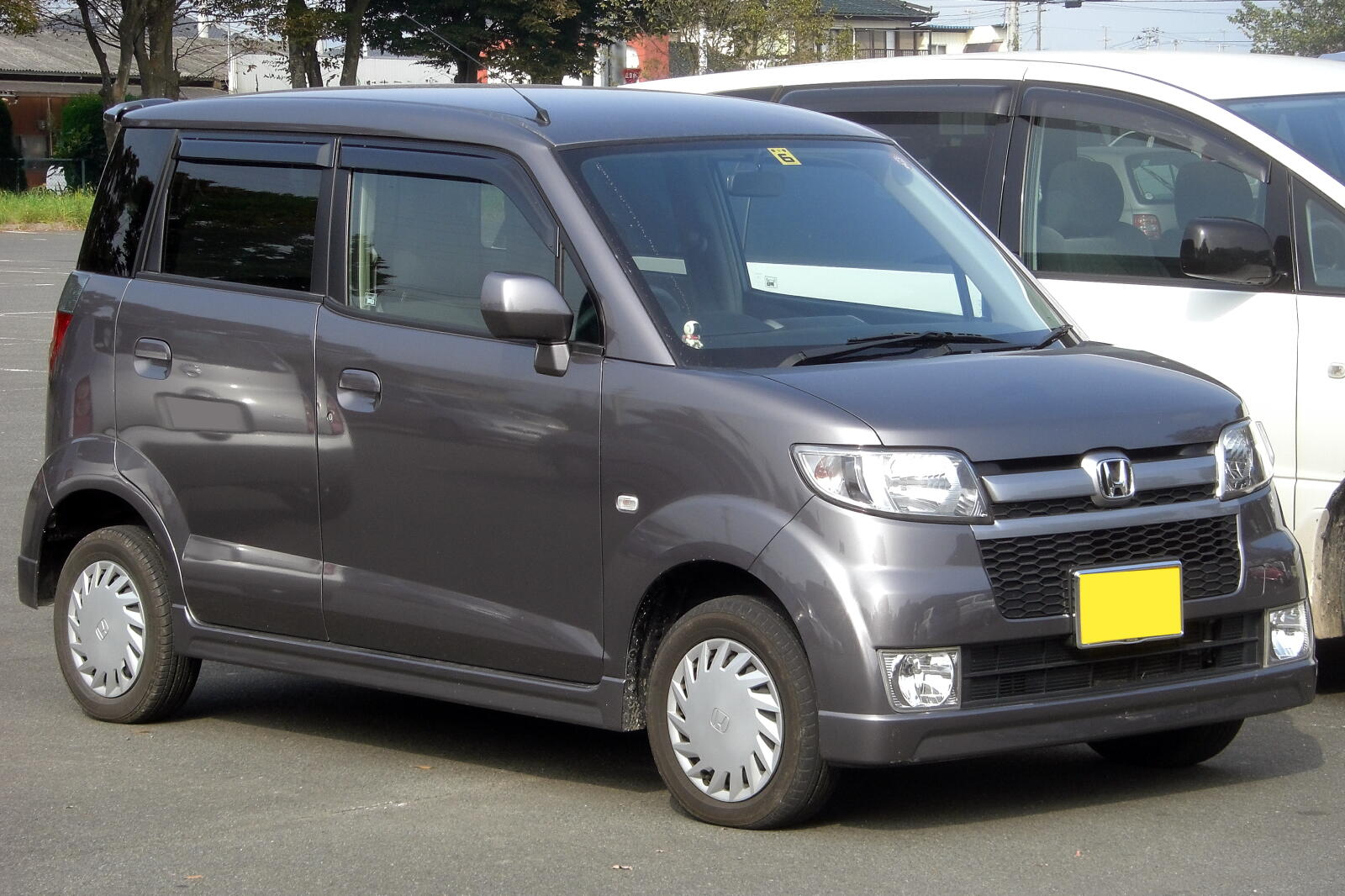
Honda Zest Sports (2006-2008)

El model fou llançat al mercat l'1 de març de 2006. Els nivells d'equipament foren: el top de gama "W", amb climatitzador i rodes d'alumini de 14 pulgades; el bàsic "G" i l'econòmic "N", amb les manetes de les portes en plàstic sense pintar i cobertor de rodes de plàstic. L'objectiu de vendes mensuals s'establí en 5.000 unitats. La mecànica del model era idèntica a la del Honda Life de quarta generació: un motor de tres cilindres en línia amb injecció de combustible atmosfèric o amb turbocompressor i 658 centímetres cúbics acompanyat d'una única transmissió automàtica de 4 velocitats. El motor atmosfèric produïa 52 cavalls de potència a 6.700 revolucions per minut i el Turbo, 64 CV a 6.000 rpm. A elecció del client, el model podia equipar tracció al davant o a les quatre rodes (4WD). El Zest fou el primer automòbil lleuger o kei car en equipar airbags de cortina i en rebre 6 estreles a les proves del JNCAP. La versió top de gama, el Zest Spark Turbo, equipava una suspensió esportiva de sèrie, millorant així la maniobrabilitat i l'estabilitat.

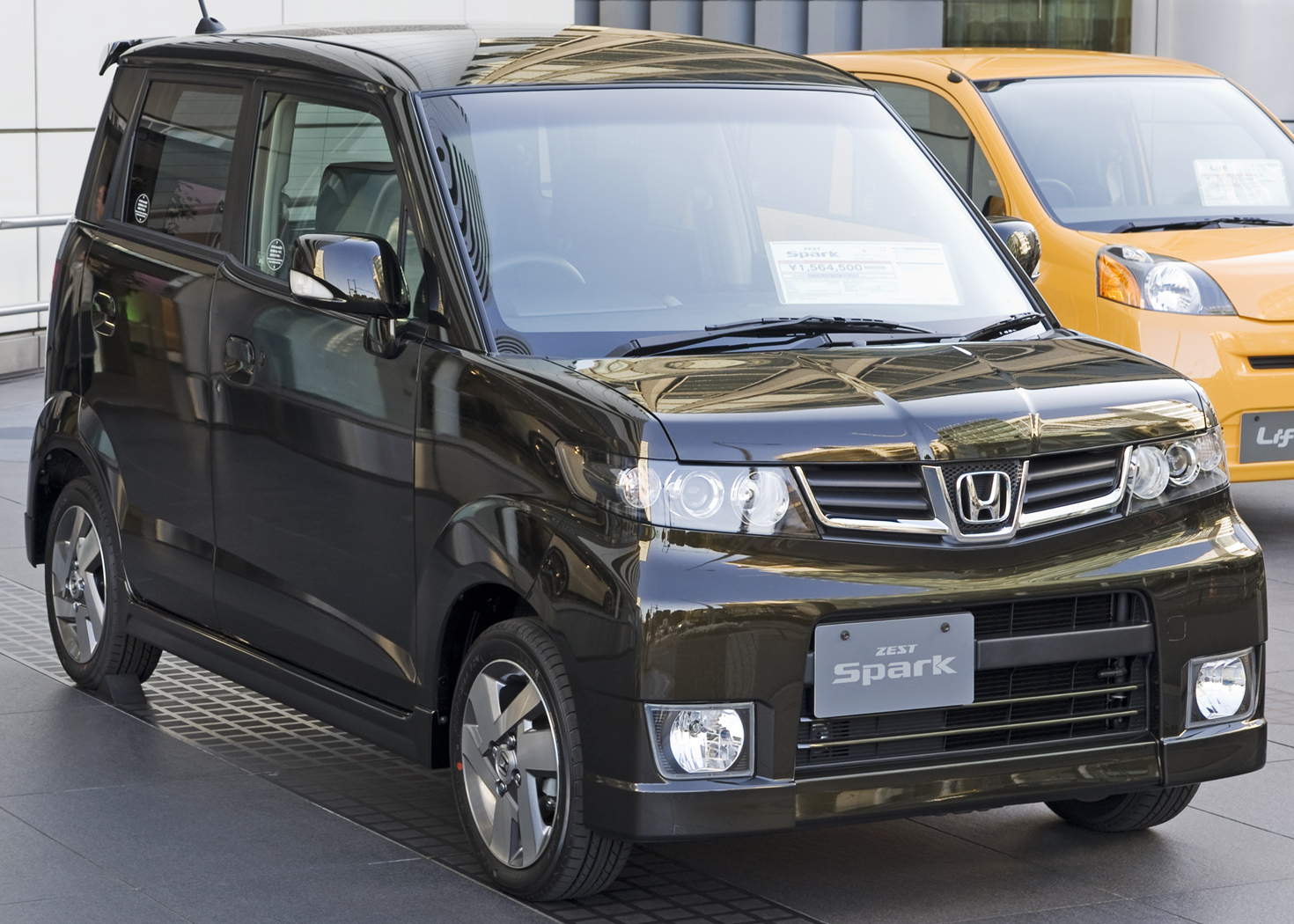
Honda Zest Spark (2008-2012)

El 18 de gener de 2007 el model va rebre un redisseny amb l'introducció del nivell "D". L'agost del mateix any es presenta una edició especial limitada basada en el nivell "D", millor equipada que la versió bàsica i entre 20.000 i 30.000 iens més barata. Al desembre, l'edició especial s'amplia a la versió "Sports" i als nivells "W" i "G". L'edició especial del Zest Sports inclou vidres foscs, reproductor de CD i colors especials d'edició limitada. L'edició especial limitada finalitzà la seua comercialització l'1 d'abril de 2008. El mateix any, el model patí una lleugera actualització consistent en una modificació dels fars del darrere, la tapisseria, el sistema de clau intel·ligent de Honda i el reproductor de CD amb ràdio FM/AM, que esdevenen equipament de sèrie. També s'inclou una optimització del motor que millora el seu consum. Des de l'inici, el Zest havia estat comercialitzat en dues version: la comuna i la "Sports", més esportiva i enfocada al públic masculí. Al desembre del 2008, amb el declivi de les versions esportives dels kei cars, la versió "Sports" fou suprimida i substituïda per una de nova, el Zest Spark, amb una estètica més agresiva i un frontal exclusiu amb graella i fars inèdits.

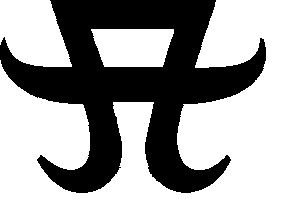
Símbol d'Ayumi Hamasaki a les edicions especials del seu nom

L'1 de juliol de 2009 es presenta l'"A Style Package" en col·laboració amb la cantant Ayumi Hamasaki, qui va intervindre en la campanya publicitària del model. Aquesta edició especial limitada, només diponible al Zest Spark, es comercialitzà fins al 20 de desembre del mateix any. Les peces exclusives d'aquesta edició, com ara el panell d'instruments, l'emblema exclusiu de l'artista, la graella davantera especial, etc. no es poden vendre per separat i són els concessionaris de Honda els que s'encarreguen d'instal·lar-les després que la unitat haja sigut entregada per la fàbrica.
La fi de la producció del Zest arribà l'1 d'octubre de 2012, comercialitzant-se des de llavors només unitats en stok. El model que hauria de substituir el Zest, el Honda N-ONE, va ser llançat al mercat a principis de novembre del mateix any. Les vendes del model van finalitzar oficialment el 14 de novembre del mateix 2012.